# دانيال سوساه
دانيال سوساه (بالفرنسية: Daniel Sosah) هو لاعب كرة قدم من النيجر، ولد بتاريخ 21 سبتمبر 1995 في أكرا، غانا.

## مسيرته
ولد في غانا لأب من البنين وأم من غانا، لكنه حصل على جنسية النيجر بعد عيشه لمدة هناك ومثل منتخبها،

### أهدافه الدولية
| # | التاريخ        | المكان                                  | الخصم        | الهدف | النتيجة | المسابقة                        |
| - | -------------- | --------------------------------------- | ------------ | ----- | ------- | ------------------------------- |
| 1 | 8 أوكتوبر 2021 | ملعب مصطفى تشاكر، البليدة، الجزائر      | الجزائر      | 1–2   | 1–6     | تصفيات كأس العالم 2022          |
| 2 | 15 نوفمبر 2021 | ملعب الجنرال سيني كونتشي، نيامي، النيجر | جيبوتي       | 4–1   | 7–2     | تصفيات كأس العالم 2022          |
| 3 | 4 يونيو 2022   | ملعب الصداقة، كوتونو، البنين            | تنزانيا      | 1–1   | 1–1     | تصفيات كأس الأمم الإفريقية 2023 |
| 4 | 23 مارس 2023   | ملعب نيلسون مانديلا، براقي، الجزائر     | الجزائر      | 1–0   | 1–2     | تصفيات كأس الأمم الإفريقية 2023 |
| 5 | 26 مارس 2024   | الملعب البلدي، برشيد، المغرب            | بوركينا فاسو | 1–1   | 1–1     | ودية                            |
| 6 | 14 نوفمبر 2024 | ملعب كيغيه، لومي توغو                   | السودان      | 1–0   | 4–0     | تصفيات كأس الأمم الإفريقية 2025 |
| 7 | 14 نوفمبر 2024 | ملعب كيغيه، لومي توغو                   | السودان      | 3–0   | 4–0     | تصفيات كأس الأمم الإفريقية 2025 |

## وصلات خارجية
دانيال سوساه على موقع قاعدة بيانات كرة القدم.إي يو (الإنجليزية)
- دانيال سوساه على موقع ناشيونال فوتبول تيمز (الإنجليزية)
- دانيال سوساه على موقع Soccerway.com (الإنجليزية)
- دانيال سوساه على موقع عالم كرة القدم.نت (الإنجليزية)